# Nitroxyl
Nitroxyl còn gọi là azanone là một hợp chất có công thức hóa học là NHO. Nó được biết đến ở thể khí. Nó là 1 chất tồn tại trong thời gian rất ngắn trong dung dịch.